# Rossischky (Uman)
Rossischky (ukrainisch Розсішки, russisch Россошки Rossoschki) ist ein Dorf im Westen der ukrainischen Oblast Tscherkassy mit etwa 1300 Einwohnern (2001).

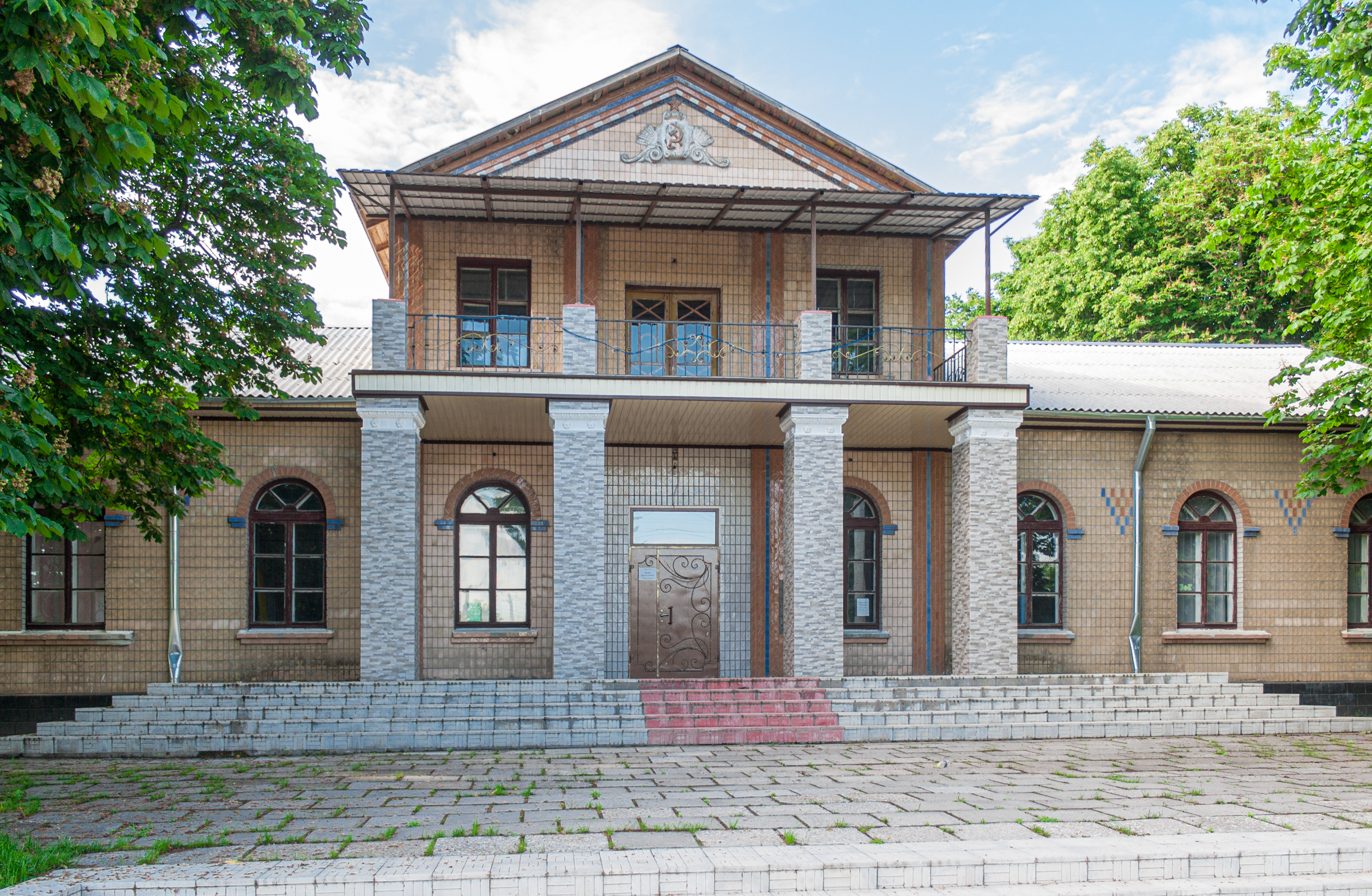
Kulturhaus im Ort

Rossischky liegt an der Fernstraße M 12 im Rajon Uman und ist der Geburtsort von Iwan Gonta, einem Kosaken und Anführer der Hajdamaken im Kolijiwschtschyna-Aufstand von 1768.
Am 5. März 2020 wurde das Dorf ein Teil der neugegründeten Stadtgemeinde Chrystyniwka, bis dahin bildete es die gleichnamige Landratsgemeinde Rossischky (Розсішківська сільська рада/Rossischiwska silska rada) im Osten des Rajons Chrystyniwka.
Am 17. Juli 2020 kam es im Zuge einer großen Rajonsreform zum Anschluss des Rajonsgebietes an den Rajon Uman.